# いばらの王
『いばらの王』（いばらのおう King of Thorn.）は、岩原裕二による日本の漫画作品。また、それを原作とした劇場アニメ。

月刊漫画雑誌『コミックビーム』（エンターブレイン）にて、2002年10月号から2005年10月号まで連載された。単行本（コミックス）は全6巻（全37話）。
2008年にアメリカ図書館協会の推薦グラフィックノベルに選出。また、劇場版『いばらの王 -King of Thorn-』は、2009年の第42回シッチェス・カタロニア国際映画祭アニメーション部門をはじめ、各国の映画祭に選出・出品。

## あらすじ
治療法のない謎の石化病、通称『メドゥーサ』。奇病に蝕まれた世界の人々、その中から選ばれた160人は未来に可能性を託し、冷凍睡眠（コールドスリープ）についた。
　眠りから目覚めた少女・カスミのその瞳に映ったのは、"いばら"に覆われ廃墟と化していた施設で、目覚めた人々を次々と襲う獰猛な"モンスター"たちの姿であった
　刻々とタイムリミットが迫りつつある奇病とモンスター、ふたつの死が迫り来る中、カスミはある想いを抱きつつ、生き残った人々ともに生還への可能性を信じて、混乱と哀しみが渦巻く"いばらの古城"からの脱出を目指す。
　なお、漫画版と劇場版では設定がやや異なり、劇場版と漫画版では事件発生から一応の収束までの経過時間や黒幕やキャラクター達の扱いが変更されていたりする。漫画版では施設の設備の劣化状況から経過時間が推察出来る場面はあるがあくまでもミスリードの表現としてであり実際の経過時間は不明なままである。

## 登場人物

### メインキャラクター
カスミ（Kasumi）
声 - 花澤香菜
メガネをかけた、黒髪ボブヘアの少女。コールドスリープから最初に目覚める。
双子の姉妹・シズクとともに"メドゥーサ"に感染、それでも2人一緒の未来に望みをかけたが、選ばれなかったシズクとは離れ離れとなって眠りにつく。
目覚めてからも離れ離れになったシズクのことを想い続け、彼女のためにもと生き残りをかけて、居合わせた生存者とともに"いばらの古城"からの脱出を試みる。その過程で"メドゥーサ"とは何なのかを知ることに。また事件の核心に自分に関するある重大な秘密が隠されていることをも知ることになる。
その正体は本当のカスミの衝動自殺に巻き込まれたシズクがカスミを助けられなかった罪悪感から"メドゥーサ"の能力を駆使して造り出した“ネガティブでない”カスミ。ある意味"メドゥーサ"そのものなのだが生態・肉体構造的には人間となんら変わらない模様。助けられた経緯もありマルコに好意を寄せていくようになる。
劇場版の設定：国籍は日本国、年齢は15歳、職業は高校生、また名前は『カスミ・イシキ（Kasumi Ishiki）』と、フルネームになった。加えて、劇場版ではより主人公としての位置づけが明確にされた。
マルコ・オーエン（Marco Owen）
声 - 森川智之
粗暴で屈強なイレズミの男。刑期60年の囚人。"いばらの古城"の構造に詳しい。
その正体は、かつて「ネットワーク社会の海賊」と呼ばれたハッカー（プログラマー）にして、"メドゥーサ"の調査を任務とするCIAの雇われスパイ。
事件に関する何らかの秘密を抱えるが、脱出の先頭となって道を切り拓きつつ、古城に残されたものから"メドゥーサ"や事件の核心へと迫っていく。身分を詐称していることもあり“メドゥーサ”には感染も発症もしていない作中唯一の健康体の人間ではあるものの“メドゥーサ”の能力を知ってからは若干それを欲する場面も見受けられる。身体中や顔のイレズミは潜入のための偽装やゼウスへの挑戦の表れ。名札のストラップや腕輪は偽装された電子ツールであり、名札に至っては小型爆弾として使用可能。
過去は名うてのハッカーでありゼウスと追いつ追われつの関係だった。ゼウスが彼に全ての罪を着せて失踪後監収されていたが、事実を把握したCIAにゼウスの居所を知らされ対抗するための切り札の一つとしてマルコ＝オーエンという別人を造り出してもらい、施設に潜入した際に最初の事件に遭遇。傷を負って昏倒した後コールドスリープ装置に放り込まれていた。ゼウスには潜入時点で正体がバレており、カスミの覚醒後の行動を誘導する役の一人にされていた。役目を終えたと判断したゼウスの差し向けた特製のゼウス属にコテンパンにのされた後に地下に落とされて死に掛けるが、邂逅したアリスの最後の力で望んでいた“メドゥーサ”の力を手に入れ復活。最後までカスミをサポートし続け、ゼウスとの最後のコンピューター対決にも勝利し生還している。劇場版ではアリスがAIだったこともあり彼女の治療の手が受けられずズタボロ状態でカスミを助けた後行動不能に陥っている（完全に死亡したかどうかは不明）。
劇場版の設定：国籍はグレートブリテンおよび北アイルランド連合王国、年齢は24歳、職業は軍人（英国陸軍 特殊空挺部隊 SAS 階級は少尉）となっている。名前は原作と同じ。
ロン（Ron）
声 - 乃村健次
がたいのよい、黒人のアメリカ人。独身。「おじさん」と呼ばれたのを気にして名乗ったが、結局「ロンおじさん」と呼ばれている。
マルコを信用せず彼の不審な単独行動を咎めて「裏切り者」扱いしたり、また眠っているティムを安楽死させようとしたりと言動が粗い。それでも脱出のため手を組むが、怪物達との戦闘で脚を負傷。生還の可能性に絶望してカスミたちと途中で別れるも、その後、カスミたちとは別の形で事件の黒幕に辿り着く。
ゼウスに捕らえられた際にゼウス属に改造されかかるが、マルコの介入により見た目は頭髪のみがゼウス属化した（ピンク色になってしまった）程度で済んでいる。
劇場版の設定：国籍はアメリカ合衆国、年齢は28歳、職業は警察官、名前は『ロン・ポートマン（Ron Portman）』と、フルネームになった。
ティム（Tim）
声 - 矢島晶子
無邪気な少年。脱出に挑む7人の中では最年少。キャサリンを「おばちゃん」と呼び慕い、自身も彼女から気にかけられている。
ゼウスに捕らえられた際にゼウス属に改造されかかるが、マルコの介入により見た目的には半身のみの変身に留まっている。ゼウス属としての能力とは気付いていないものの、傷付いた怪物を治してやるなど順応性も高い。劇場版では遊んでいた電子ゲームから古城の仕掛けや怪物達の役割に気付いており、周りにそのことを教えるが、大概事後ということもあり余り役には立っていない。キーパーソンの一人として最後まで生き残った。
劇場版の設定：国籍はドイツ連邦共和国、年齢は8歳、職業は小学生、また名前は『ティム（ティモシー・レイゼンバッハ Timothy Laisenbach）』と、フルネームも設定された。
キャサリン（Katherine）
声 - 大原さやか
過酷な状況下でよく取り乱してヒステリーになってしまうが、普段は周囲に気を配れる面倒見のいい女性。ティムのことを気にかけ、「おばちゃん」と呼ばせている。
その実、ティムと同じ年頃の「マイケル」という名の子を持つ母親であったが、"メドゥーサ"に罹ったことで酒に溺れた結果児童虐待の罪で引き離されてしまい、息子に辛い思いをさせたことを悔やんでいる。
メンバーの中では残された時間が少ないと知りながらも、僅かな可能性を信じてカスミたちに同行、その過程で"メドゥーサ"の実態を知りゆくこととなった。
マルコが手に入れた情報により危機に陥ったティムらを救うために、条件が満たせず石化しつつある自らの全てを“メドゥーサ”に差し出し半ば強制的に条件を満たすことで、ゼウス属や怪物達とも異なる鳥頭で翼を持つ異型の獣人となり、ゼウスからはイレギュラーと呼ばれる存在となった。戦闘能力もそれなりに高く空も飛べるが、偶発的な変異なためかキャサリンとしての記憶はほとんど受け継いでおらず人語もしゃべれない。にもかかわらず、ティムの保護を最優先に行動する。ゼウス属に捕らえられ、鳥籠に入れられてしまうが、後の混乱に乗じて脱出しティムの許に舞い戻っている。
劇場版の設定：国籍はオーストラリア連邦、年齢は30歳、職業は看護士、名前は『キャサリン・ターナー（Katherine Turner）』とフルネームになった。
メガネの男（本名：ピーター・スティーブンス Peeter Stevens）
声 - 三木眞一郎
メガネをかけた細身の男性。7人の中ではフォロー役だが、古城の構造に詳しいようで、時折不可解な言動がみられる。
その正体は独自にコールドスリープの理論を確立し、研究をしていた博士。組織に声をかけられ、コールドスリープカプセルを発明したが、不本意な形で奪われてしまったことで反旗を翻し、CIAの裏の手引きもあり組織の機密ファイルを入手。しかし、その引き換えに"メドゥーサ"に感染させられてしまった。
脱出の中、コールドスリープカプセルと生き残りメンバーの言動に違和感を抱き、脱出中にカスミだけを連れて離反。カスミに自身がコールドスリープの技術者であったことを打ち明けるが、まさにその時瓦礫の下敷きとなって負傷。カスミが見つめる中、息を引き取った。
実際には"メドゥーサ"の力で身体中が小さな虫で構成されて再生した存在であり、カスミの前では死んだように見せ掛けていただけだった。役目を終えたと判断したゼウスに回収されるも、彼に逆らった見せしめとしてマルコの目前で電撃を浴びせられ行動を停止している。
劇場版の設定：国籍はアメリカ合衆国、年齢は33歳、職業は技師となっている。名前は原作と同じ。
議員の男
声 - 廣田行生
コールドスリープ資格者の権利を大金で買った上院議員。
イレズミの男の正体を「マルコ・オーエン」といち早く感づく。脱出を図る半ば、モンスターに食い千切られてしまった。カスミたち脱出メンバーでは最初の脱落者であり、作中で名前は明かされていない。死線を彷徨っていたマルコの前にピーターやキャサリンと共に現れ、彼が現世に戻るきっかけの一つとなる。
劇場版の設定：国籍はイタリア共和国、年齢は59歳、職業は政治家となっている。名前は劇場版オリジナルで、『アレッサンドロ・ペッチノ（Alessandro Peccino）』。

### その他の登場人物
シズク（シズク・イシキ、Shizuku Ishiki）
声 - 仙台エリ
カスミと双子の姉妹（劇場版では姉）。カスミ同様にメドゥーサに感染しているが、どういう理由でか人工冬眠の抽選に漏れてしまい（カスミに比べるとネガティブでないことが理由の一つと推測出来るシーンはある）、そのことがカスミのトラウマになっている。人工冬眠前のカスミとの容姿の違いは髪の毛を束ねていることと眼鏡を掛けていないこと程度なので、髪の毛を束ねるのを止めると両者をかなり間違えやすいらしい。島に到着した際にヤケを起こした本当のカスミと揉み合いになり、バランスを崩したカスミが崖下に転落し血を流して昏倒してる姿を発見したことで強大なトラウマが発生し、メドゥーサが急速に発症してレベル4に担ぎ込まれるほどの重症となる。そのためにゼウスに目を付けられ事象の中核として選ばれてしまった。ゼウスに制御され容態が安定した際に現在のカスミを生み出している。カスミの覚醒と呼応する形で彼女を真相に近付けまいとゼウスとは別に暗躍していた。真相に辿り着いたカスミに未来を託し、自らは装置の停止に伴い光の粒となって消えていってしまう。
劇場版の設定：国籍は日本国、年齢は15歳、職業は高校生、またカスミと同様、名前はフルネームとなった。
アリス（Alice）
声 - 久野美咲
謎の少女。漫画版では最初の“メドゥーサ”の適合者にて最古の被験者。それ故ファーストとも呼ばれている。劇場版では施設を統括するコンピューターの名称として登場している。親兄弟は“メドゥーサ”の感染による石化で亡くし、ヴェガに人類の新たな進化の可能性を見出されてからは彼の理想のための、ゼウスが計画を乗っ取ってからは彼の野望のための試料として狙われるなど薄幸の人生を送ってきた。覚醒したカスミの正体も知ってはいるようだが、彼女に過去を尋ねてみるなど彼女を試す場面もある。実験の試行錯誤の結果によりその半身は既に無く、上半身のみで生存。魂を切り離して幽体として派遣可能であり、マルコやカスミと接触して彼らを導く。本体は実験の結果生まれたウサギ型の獣人型のロボットのようなモノに隔離施設ごと守られていた。隔離されていた施設が破壊された後はゼウス属に追われ地下を彷徨っていたが、落ちてきていた半死のマルコと邂逅。最後の力を振り絞って彼を治療しその悲しい人生を終えた。
ゼウス
本作の黒幕。アロハシャツを着た男。マルコとは並々ならぬ因縁がある。世界最高のハッカーをも自称。“メドゥーサ”の特性に着目し計画を乗っ取り自らがその頂点に立つ。ゼウス神属を創生したり世界中にメドゥーサ製の怪物達をばら撒いたりしていたが、今回の事件の本質に関してだけは見誤っていた。劇場版では単なるモブ扱いとして一瞬映るのみ。本人は事件発生時には既に自殺しており、現在はレベル4のコンピューターとコアとしたシズクの“メドゥーサ”をリンクさせることで存在している擬似人格プログラムに過ぎない。“メドゥーサ”を利用して頂点に立っているつもりであったが、生身のマルコのハッキング能力の成長を侮っていたことと真相に達したカスミとシズクの覚醒により本当は砂上の楼閣でしか無かったことにも気づかぬまま消滅させられた。
アイヴァン・コラル・ヴェガ（Ivan coral Vega）
声 - 磯部勉
ヴィナスゲイトの代表。アリスと出会い、その会話から“メドゥーサ”による人類の新たな進化の可能性を見出しコールドスリーププロジェクトを立ち上げた。本人としては至って真面目に人類のことを思っての行動であったが、ゼウスに計画を乗っ取られた後悲運の人生に自ら終止符を打つ。
彼の遺した遺言ビデオから主人公達は事件の核心に迫ることとなる。
劇場版の設定：国籍はロシア連邦、年齢は45歳、職業は化学メーカーCEOとなっている。名前は原作と同じ。
ウォルター（Walter）
声 - 藤田圭宣
劇場版の設定：国籍はアメリカ合衆国、年齢は不詳、職業はNSA局員となっている。名前は原作と同じ。
サー・ヘンリー・アブスタイン
最愛の息子を"メドゥーサ"で亡くした富豪。コールドスリープカプセルセンターとなった古城の提供者。名前のみ登場。
ローラ・オーエン（Laura Owen）
声 - 川澄綾子
劇場版オリジナルキャラクター。マルコの妹。
国籍はグレートブリテンおよび北アイルランド連合王国、年齢は19歳（死亡当時）、職業は大学生となっている。

## 作中の用語（キーワード）
メドゥーサ（石化病）
正式な呼称は『後天性体細胞硬化症候群』。（劇場版では）『A.C.I.S.』とも呼ばれる。
感染から6週間後に発作、さらに6時間後には細胞が粘土のように変質し、筋肉や骨までが石化。その結果、死に至る謎多き奇病。
現代では有効な治療法はなく、唯一の手段はコールドスリープで病気の進行を抑え、医療技術が発達し治せるようになるであろう未来へと託すこととされている。
過去に何らかのトラウマがあると病状の進行が促進される傾向にあり、コールドスリープカプセルセンターに集められたのはそういった病状の進行が深刻な者達ばかりである。
実際には宇宙から飛来した隕石に付着していた別次元の生命体であり、肉体ではなく精神に寄生することで生き永らえることが可能。通常は使われていない精神の深層域に寄生しているのでそれだけでは害がないのだが、宿主の心の揺らぎ等で居場所に変化が起きると、それを足がかりに宿主の肉体を改造することで居場所を落ち着かせようとする。肉体改造のエネルギーはベースとなる宿主の負担であり、外部から不足分を取り込めない場合は宿主の肉体の質量が相対的に減る。石化してしまうのは宿主のイメージ不足で彼らがそれをうまく変換出来ないからであるとされる。当初は主に物理的な距離などで感染者にバラつきがあったが、ゼウスはコールドスリープ装置に組み込んだ洗脳装置を応用することでメドゥーサの肉体改造過程を制御することに成功し、その頂点に君臨してメドゥーサを世界にばら撒けるほど量産して混乱に拍車を掛けていた。
コールドスリープ（冷凍睡眠）
生きた人間を冬眠状態にする技術。
コールドスリープカプセルセンター
表向きは世界中から公募で選ばれた160名のメドゥーサ患者にコールドスリープを施し、メドゥーサの治療法を未来に託すための施設。
サー・ヘンリー・アブスタインが所有していた13世紀の城塞を改装して設立された。衛星からの質量計測などにより地下に巨大かつ複雑な空間があることが確認されており、遂にはメドゥーサの発生源であるとの誤認を与えてしまうことに。
モンスター
コールドスリープカプセルセンターに現れた、文字通りの「モンスター」。かなりの巨体を誇り、怪物達の頂点に位置する。センターから逃げ出した人々を捕食したりした。その正体は回収されたシズクが発現させたメドゥーサであり、その巨体の中核にはレベル4の中身であるオリジナルのコールドスリープ装置とシズクが内包されている。今のカスミを生み出した後ゼウスに制御される形で様々なモンスターを生み出す苗床として活動させられていた。カスミが覚醒するまでの間にゼウスが怪物達を量産しすぎた結果萎んでいたらしいが、カスミの覚醒に伴い再び活性化した（ゼウスも萎んでいた事実は把握していたが活性化の真の理由には気づいていない）。中に入ってきたカスミが本物のカスミのコピーであることを看破されたこととマルコにコールドスリープ装置を止められたことで活動を完全に停止。シズク自身の限界も超えていたこともあって崩壊し跡形もなく消えていった。
ヴィナスゲイト
表向きは化学薬品メーカーで、その裏ではカルト集団と呼ばれる組織。
レベル4
"ヴィナスゲイト"や"メドゥーサ"に関する機密情報。ある装置のオリジナルが収められた区域そのものの名称でもあり、物語の核心が秘められている。
怪物
大小様々な個体が存在し、非常に凶暴な者から無害な者までと多種多様。爬虫類タイプの個体が大半を占めるが、虫や両生類、海洋生物などの姿の個体も存在する。元々は普通の生命体であったがメドゥーサの研究に使われた検体達の子孫であったり、メドゥーサから生み出された存在であったりとその出目も様々であることが劇中で判明していく。
いばら
カスミたちが目覚めたときに施設中を覆い尽くしていた"いばら"。施設内でのメドゥーサの発生以降出現し中心部への侵入者を阻む様に繁茂するが、ある人物が中心から遠ざかれば逆に衰退するという性質も持つ。表立って行動出来ないシズクの心の壁の表れでもあり、カスミが建物の倒壊に巻き込まれた際には彼女をさりげなく救ったりもする。
ゼウス神属
レベル4に迫ろうとするカスミたちの前に現れた、身体は人、顔と四肢と尻尾は猫、ピンクの鬣（頭髪部分）という特徴を持つ獣人達。種族名はともかく、モデルはエジプト神話のバステトである。人語を解する。劇場版では出現せず。ある人物の命令に従い、主人公達を拘束しようと襲ってくる。怪物達よりも上の立場にあるらしく、怪物達を従わせたり飼い慣らすことに長けている（1体1体が悪の組織などでいう所の戦闘員の幹部クラスに相当する）。武器や扮装は自己生成した物で、ある程度変形させたり再生可能な他、個体の好みで派生系を生み出すことも可能らしい。体躯もバラバラで圧倒的に男性体が多く女性体は1体のみ確認出来る。その正体はゼウスが選んだ患者達を洗脳改造したもの。ゼウスの操るモンスターを主神として崇めるように仕向けられていた為か事件解決後は拠り所を失ってしまい、ゼウスに勝ったカスミ達の元にあっさりと下った。

## 単行本
エンターブレインの書籍レーベル・ビームコミックスより刊行。単行本は紙カバー。
なお、第4巻では通常コミックスの他、オリジナルフィギュア「カスミ ヴィネット」同梱の特装版が1万部限定で発行された。
| タイトル （巻数） | 初版発行日付（発売日）          | ISBNコード                                                |
| ----------------- | ------------------------------- | --------------------------------------------------------- |
| 1                 | 2003年5月7日（2003年4月25日）   | ISBN 4-7577-1380-0                                        |
| 2                 | 2003年10月6日（2003年9月25日）  | ISBN 4-7577-1585-4                                        |
| 3                 | 2004年3月8日（2004年2月25日）   | ISBN 4-7577-1770-9                                        |
| 4                 | 2004年10月6日（2004年9月25日）  | ISBN 4-7577-1987-6（通常版） ISBN 4-7577-1988-4（特装版） |
| 5                 | 2005年6月10日（2005年5月30日）  | ISBN 4-7577-2303-2                                        |
| 6                 | 2005年11月4日（2005年10月24日） | ISBN 4-7577-2478-0                                        |

## 劇場版アニメ
タイトルは『いばらの王 -King of Thorn-』（いばらのおう キング オブ ソーン）。角川映画配給により、2010年5月1日から全国17の劇場にて公開となった。
本作では原作の世界観を現実的に再現しつつ、童話『いばら姫』の要素を加えたアレンジが為されている。また方向性、コンセプトの再定義なども行われ、ストーリー、デザイン、新たな世界観と作品を再構築している。作品独特の描写はCGとセルの融合によって映像化された。そうしたことから、本作では原作と異なった形で物語が展開されている。監督の片山一良曰く、「ハイブリッド・サスペンス」。
また、本作はシッチェス・カタロニア国際映画祭（スペイン）、ブリュッセル国際ファンタスティック映画祭（ベルギー）、サイ-ファイ・ロンドン・オクトーバーフェスティバル（イギリス）、イタリア・フューチャー・フィルム・フェスティバル（イタリア）、国際アニメーション映画祭 アニログ（ハンガリー / オーストリア）、チョンジュ国際映画祭（韓国）などに選出・出品され、日本国内での公開前より海外では高評価を得ている。
ちなみにプロモーション（雑誌掲載、CM）では、「KING OF THORN」または「KING OF THORN いばらの王」として紹介される。
スタッフ
- 原作 - 岩原裕二（エンターブレイン刊行）
- 監督 - 片山一良
- 脚本 - 山口宏、片山一良
- キャラクターデザイン - 松原秀典
- モンスターデザイン - 安藤賢司
- メカニックデザイン - 山根公利
- 総作画監督 - 恩田尚之
- エフェクト作画監督 - 橋本敬史
- 絵コンテ - 片山一良、須永司
- 演出 - 遠藤広隆、内田信吾
- 作画監督 - 吉岡毅、牧孝雄、鈴木竜也、千葉崇洋、堀内博之、松田勝巳、川名久美子、岩田幸大、原田大基、滝口禎一、野口寛明、末永宏一
- 美術監督 - 中村豪希
- CG監督 - 中島智成
- 色彩設計 - 中内照美
- 撮影監督 - 佐藤光洋
- 編集 - 掛須秀一
- 音楽 - 佐橋俊彦
- 音響監修 - 鶴岡陽太
- プロデューサー - 土屋康昌、木村淳一
- 制作 - サンライズ
- 製作 - 「いばらの王」製作委員会（バンダイビジュアル / サンライズ / エンターブレイン / 角川映画 / テレビ東京 / 電通 / ソニーPCL）
- 配給 - 角川映画

主題歌
『EDGE OF THIS WORLD』（アリオラジャパン）
歌・作詞 - MISIA / 作曲 - Sinkiroh / 編曲 - Gomi